# ويليام جونسون (رسام)
ويليام هنري جونسون (بالإنجليزية: William H. Johnson)‏ (18 مارس 1901 - 13 أبريل 1970) هو رسام أمريكي. ولد في فلورنس، ولاية كارولاينا الجنوبية، كان طالبًا في الأكاديمية الوطنية للتصميم في مدينة نيويورك، وعمل مع تشارلز ويبستر هاثورن. وعاش بعد ذلك في فرنسا وعمل فيها، حيث تعرف على الحركة الحداثية. وبعد أن تزوج جونسون بفنانة النسيج الدنماركية هولشا كراكي، عاش الزوجان لبعض الوقت في إسكندنافيا. وهناك تأثر بتقاليد الفن الشعبي القوي. ثم انتقل الزوجان إلى الولايات المتحدة في عام 1938. وفي نهاية المطاف، وجد جونسون عملًا كمدرس في مركز مجتمع هارلم للفنون، من خلال مشروع الفن الفيدرالي.
تطور أسلوب جونسون من الواقعية إلى التعبيرية، ثم إلى الأسلوب الشعبي القوي، والذي عُرف به. يحتفظ متحف سميثسونيان للفنون الأمريكية بمجموعة كبيرة من لوحاته وألوانه المائية ومطبوعاته، وقد نظم المتحف معارض رئيسية لأعماله وروج لها.

## تعليمه
ولد ويليام هنري جونسون في 18 مارس 1901 في فلورنس، ولاية كارولاينا الجنوبية، والداه هما هنري جونسون وأليس سموت. ارتاد أول مدرسة عامة في فلورنس، مدرسة ويلسون للطلاب السود في شارع أثينا. ومن المحتمل أن جونسون قد تعرف على الرسم التقريبي من خلال أحد معلميه، لويز فوردهام هولمز، والتي كانت تُدرج الفن في بعض الأحيان ضمن مناهجها الدراسية. :6وتدرب جونسون على الرسم عبر نسخ سلاسل القصص المصورة في الصحف، وأراد أن يصبح رسام كرتون لصالح الصحف.:9
انتقل من فلورنس، كارولاينا الجنوبية، إلى مدينة نيويورك في سن السابعة عشرة. وعمل في مجموعة متنوعة من الوظائف، ووفر ما يكفي من المال لدفع ثمن الدروس في الأكاديمية الوطنية للتصميم المرموقة. وحضر فصلًا تحضيريًا مع تشارلز لويس هينتون، ثم درس مع تشارلز كورتني كوران وجورج ويلوغبي ماينارد، الذين كانوا جميعًا متمسكين برسم البورتريه الكلاسيكي ورسم الأشخاص. وابتداءً من عام 1923، عمل جونسون مع الرسام تشارلز ويبستر هاثورن، الذي أبرز أهمية اللون في الرسم. ودرس جون مع هاثورن في مدرسة كيب كود للفنون في بروفينستاون، ماساتشوستس خلال فصول الصيف، ودفع رسومه الدراسية وطعامه وإقامته عبر العمل كعامل عام في المدرسة.:10–17 وحصل جونسون على عدد من الجوائز في الأكاديمية الوطنية للتصميم، وتقدم بطلب للحصول على منحة سفر بوليتزر في عامه الأخير. ولكن طالبًا آخر حصل على الجائزة، فجمع هاثورن ما يقرب من 1000 دولار لتمكين جونسون من السفر إلى الخارج للدراسة.:21